# Bienvenido Comín

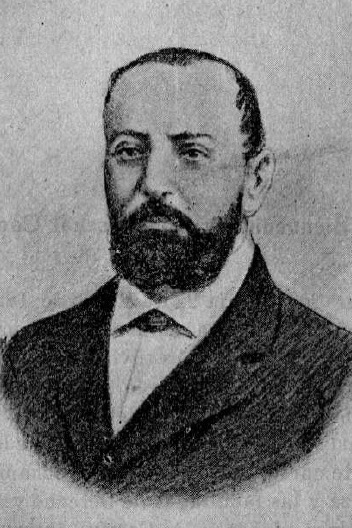
Bienvenido Comín

Bienvenido Comín y Sarté (Zaragoza, 1828 - ibídem, 1880) fue un político y escritor carlista español. Fue padre de Francisco Javier Comín Moya y de Pascual Comín Moya. También fue abuelo de Jesús Comín.

## Biografía
Debido a sus ideas carlistas, su padre tuvo que emigrar a Burdeos. Allí cursó Bienvenido sus primeros estudios. Cuando tenía catorce años volvió a Zaragoza, donde estudió primero el Bachillerato y después las carreras de Derecho y Filosofía y Letras. En 1848 empezó a ejercer de abogado, alcanzando un gran prestigio. Se le llegó a conocer como «el abogado de los pobres». 
Participó en la conspiración carlista de 1855, por lo que padeció de nuevo el destierro. Fue concejal en varias ocasiones y síndico en el ayuntamiento de Zaragoza, a finales del reinado de Isabel II.
Tras producirse la Revolución de 1868 fue miembro del Consejo de Carlos de Borbón y Austria-Este (Carlos VII), y presidente en Zaragoza de la Junta Católico-Monárquica. 
Al estallar la tercera guerra carlista, fue apresado y desterrado. A requerimiento de Don Carlos, expuso en la Junta de Londres las bases jurídicas de su derecho a la corona de España. Durante largo tiempo desempeñó el cargo de abogado de despacho de Don Carlos, encargándose de diversos asuntos de Estado. Acabada la guerra, regresó a Zaragoza, donde abriría un nuevo bufete. Fue jefe del carlismo en Aragón y fundó el periódico tradicionalista La Perseverancia, editado en Zaragoza. También fundó en esta ciudad las Conferencias de San Vicente de Paúl.

## Obras
- El Cristianismo y la ciencia del derecho en sus relaciones con la Civilización (1857)
- Apuntes sobre literatura cristiana (1866)
- Catolicismo y racionalismo: Estudio de la literatura católica del siglo XIX, Tomo I (1867)
- Catolicismo y racionalismo: Estudio de la literatura católica del siglo XIX, Tomo II (1868)
- La política tradicional de España (1870)
- Virgen y Martir: Novela histórico religiosa. Escenas y costumbres de los primeros siglos del cristianismo (1876)

Dejó inéditas: Angélica (novela); Cristo Rey, estudio de política cristiana; La Virgen María (meditaciones) y varias obras.